# Notostraca

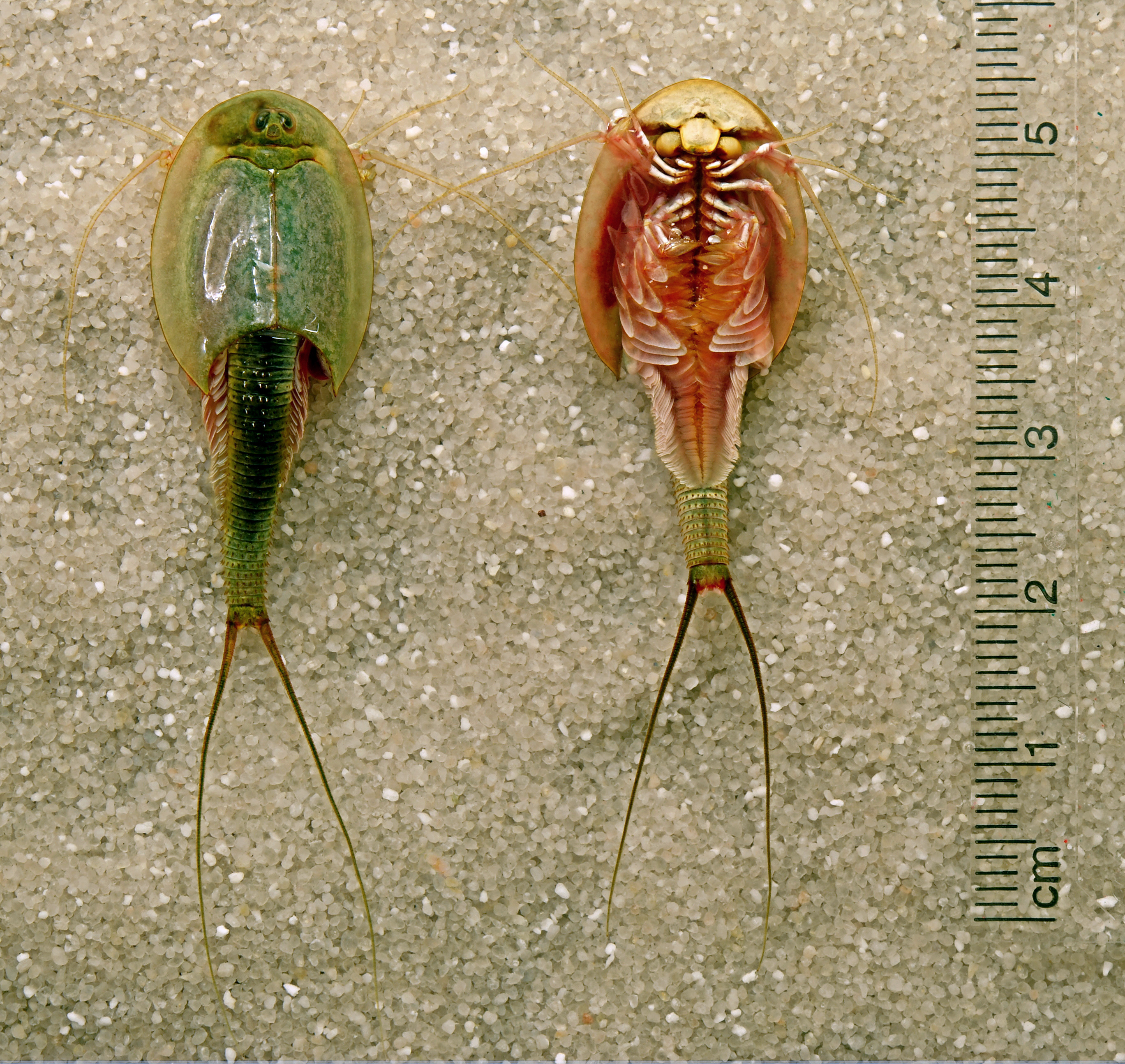
Visão dorsal (à esquerda), mostrando a carapaça e furca caudal, e ventral (à direita), mostrando os apêndices, de Triops levicaudatus.

Notostraca é uma ordem dentro da classe Branchiopoda, sendo característica do grupo uma carapaça que recobre grande parte de seu corpo, apesar da exposição de segmentos abdominais e uma furca caudal. Comumente são chamados de “camarões-girinos” devido à semelhança morfológica.
Esses organismos têm hábito de vida bentônico, presentes mundialmente em corpos d’água de salinidade variada, porém nunca em oceanos. Apresentam adaptações que permitem a sobrevivência de populações mesmo em locais áridos e semi-áridos, como ovos criptobióticos que eclodem após reidratação. Seu hábito alimentar é variado, com comportamento onívoro, detritívoro, suspensívoro e/ou predatório. Em algumas plantações de arroz são considerados pragas e, no entanto, também podem ser usados como controle biológico de mosquitos.
Dentro de Notostraca há apenas uma família, Triopsidae, com dois gêneros: Triops e Lepidurus. A quantidade de espécies em cada um é controversa devido a semelhanças morfológicas de populações isoladas e também à ocorrência de espécies crípticas.
São considerados fósseis vivos devido a pouca mudança corporal ao longo do tempo, porém análises moleculares apontam que a diversificação do grupo ocorreu recentemente durante o Cenozóico.

## Morfologia

### Morfologia externa
Popularmente, notóstracos são conhecidos como “camarões-girinos” devido ao formato de seu corpo, que é semelhante à larva de anfíbios anuros, por obra de sua região dorsal em forma de domo com uma extensão afunilada. A maioria dos organismos mede entre 2 a 10 cm de comprimento.
Muito de sua morfologia está relacionada com seu hábito bentônico, de maneira a manter a eficiência hidrodinâmica.
O corpo do animal é formado por cabeça, tórax e abdome, com uma carapaça que o recobre quase totalmente, formando um escudo rígido 	que protege a maioria dos apêndices torácicos. Ela é uma estrutura expandida, contínua com o tegumento, composta pelo escudo cefálico resultante da fusão dos tergitos cefálicos dorsais, e um dobramento do exoesqueleto.
A cutícula é constituída por uma epicutícula, com cerca de quatro camadas, uma exocutícula, com aproximadamente dez camadas, e uma endocutícula, de sessenta a oitenta camadas. O formato e a posição da carapaça dorsal provavelmente são aspectos que influenciam a forma de muitas de suas estruturas, em especial no tórax.

#### Cabeça
A cabeça é formada por 5 segmentos e o ácron, que não é um segmento verdadeiro. Os maxilípedes são ausentes. As antênulas são unirremes e as antenas vestigiais.Possuem também mandíbulas grandes, adaptadas para trituração, e um labro partindo da margem posterior do tegumento do escudo cefálico, constituindo uma estrutura que, diferentemente de outros branquiópodes. é achatada e protegida por uma cutícula que protege o animal da abrasão. Não há, também, glândulas labrais.
As mandíbulas de notóstracos são apêndices morfologicamente adaptados para morder, diferentemente das encontradas nos demais grupos da classe, que geralmente são  rolantes, moedoras ou esmagadoras. Contudo, ainda compartilham de muitas caraterísticas. A estrutura se assemelha a um barco, porém a armação diferente consiste de cristas dentadas fortemente esclerotizadas e outros refinamentos adicionais. A superfície que se articula é larga e não apresenta uma ponta como nos outros grupos. Há, também, um tendão mandibular transversal massivo, homólogo a outros branquiópodes, porém com maior grossura. Esse componente é suspenso, recebendo apoio de três ligamentos dorsais, além de um ligamento anteroventral e mais quatro músculos dorsais. Posteriormente, o indivíduo possui um par de apódemas cuticulares complexas, que ancoram fibras para outras apódemas mais simples.

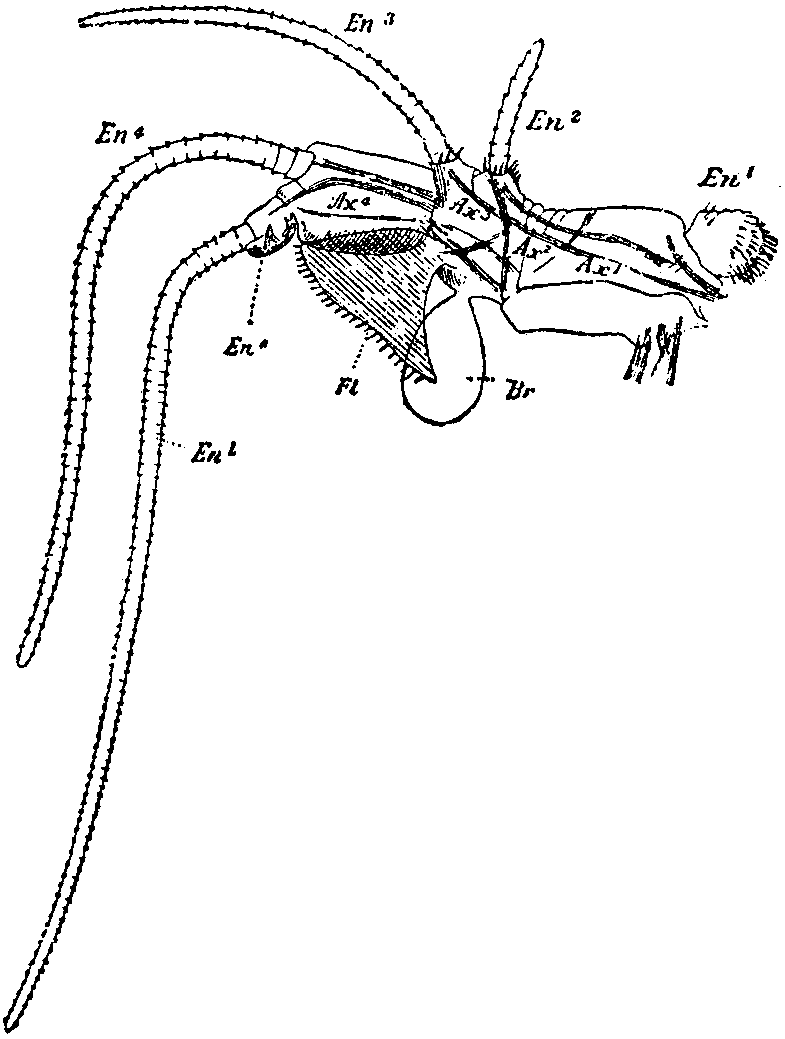
Primeiro apêndice torácico, de função sensorial e com enditos alongados, de Triops cancriformis.

Algumas diferenças dos músculos mandibulares de Notostraca estão relacionadas com as diversas ações que as mandíbulas realizam. Os músculos transversais começam no final no tendão mandibular transversal. O fechamento acontece por músculos abdutores localizados dorsalmente, que não possuem contrapartida em outros grupos. A superfície da articulação  se movimenta por deslizamento quando esse conjunto de músculos contrai, fechando as regiões molares.
Os paragnatos, maxílulas, maxilas e apódemas pós-mandibulares compõem uma formação funcionalmente integrada. As maxílulas são as mais complexas dentro da classe: cada uma é segmentada em duas partes, em que a peça a proximal possui uma couraça elaborada. Para seu movimento, tanto músculos instrínsecos quanto extrínsecos estão envolvidos. As apódemas pós-mandibulares, por sua vez, provêm ancoragem para os músculos ventrais do tronco.

#### Tronco
O tronco pode apresentar até 40 segmentos, porém a tagmose do tórax e do abdome é ambígua.
Os apêndices presentes na região anterior dele possuem diversas funções, tais como: postura, locomoção por natação, escavação do substrato, coleta e manipulação de alimento, subida em superfícies, transporte de ovos, respiração, além do papel sensorial. Eles se desenvolveram de maneira a contornar a limitação da carapaça que recobre quase que todo seu corpo.
Os apêndices posteriores, como são menos afetados pela carapaça, possuem exopoditos grandes que funcionam como remos e produzem uma corrente de água usada para a troca gasosa, além de estarem envolvidos com a manipulação de alimento. Várias cerdas e espinhos são articulados na base, um arranjo importante para a alimentação.
Os apêndices do tronco também apresentam sensilas, contrastando com os demais grupos de Branchiopoda, algo que provavelmente está ligado à diversidade de meios para a coleta de comida, bem como a sua manipulação, e que variam desde detritos a outros organismos inteiros como presas.9 pares de apêndices do tórax servem justamente para alimentação.Como os demais Branquiópodes, os  protopoditos nesse animal são uniarticulados.
Cada um dos segmentos correspondentes ao tórax possuem um par apêndicesdo tipo filopódio, sendo o 11° segmento o genital, o qual, além de portar o gonóporo, em fêmeas, possui uma modificação no par de apêndices, formando uma cápsula para ovos fecundados. O assoalho dessa bolsa é composta por uma ampliação do protopodito e do exopodito, enquanto a parte de cima corresponde ao epipodito. O primeiro par de apêndices do tronco é também modificado, com função sensorial. Os segmentos posteriores ao genital se fundem e formam anéis que podem ter até 6 pares de apêndices. As as divisões do abdome, no entanto, não possuem apêndices.
Essa parte posterior do tronco é bem flexível, recoberto por uma cutícula, sem aparente divisão entre tergito e esternito, de forma que os segmentos se movimentam livremente entre si. Essa habilidade de contorcimento auxilia o acasalamento em populações dioicas.
A região do abdome bate ventralmente na natação e seu formato alongado e cilíndrico (além de apresentar um télson) amplia a eficiência hidrodinâmica do animal diante de uma carapaça mais achatada. A comprida furca caudal também ampara seu nado. Além disso, é protegido por uma cutícula mais grossa e espinhos esclerotizados.
As placas supra-anais de Lepidurus aparentam estar envolvidas com proteção e compõem um caráter para diferenciação entre os dois gêneros, uma vez que Triops não as possuem.

### Estruturas sensoriais

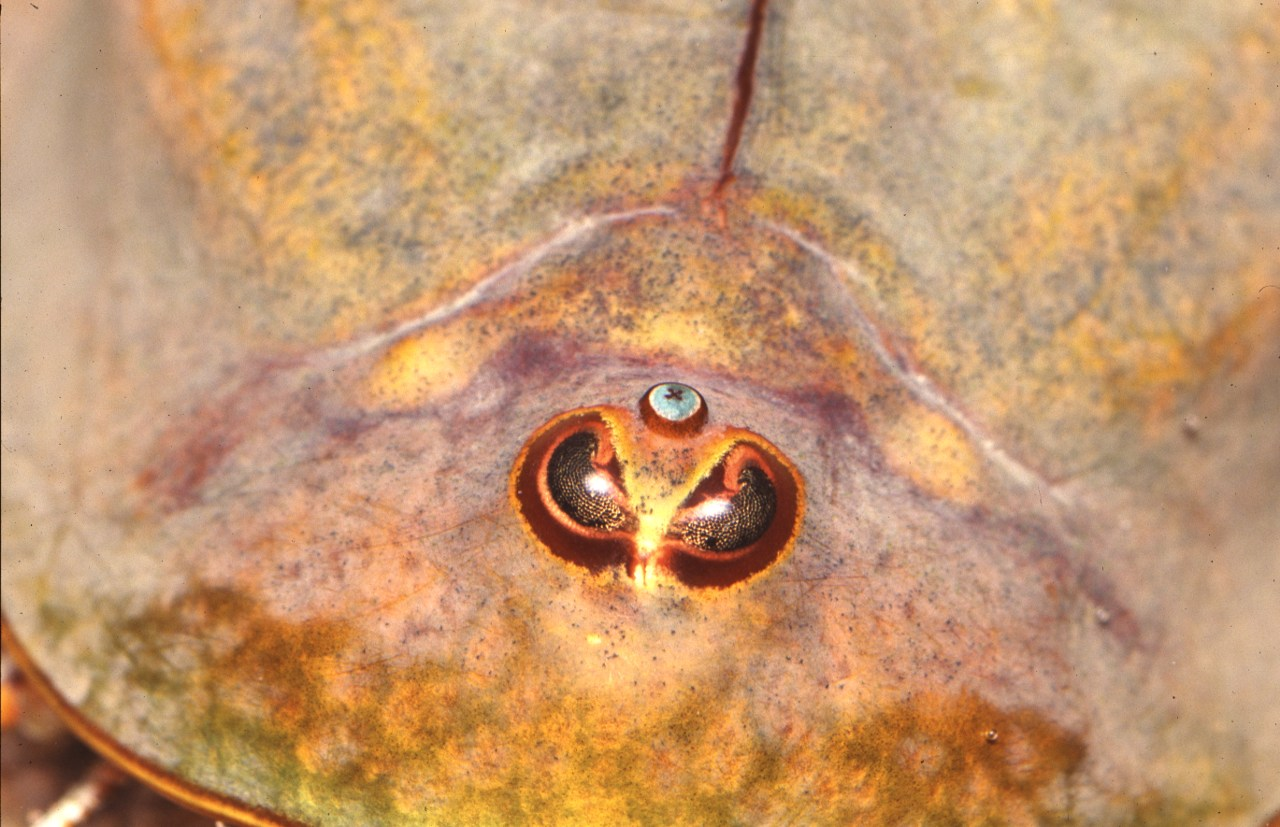
Parte anterior de espécie de Triops, com olhos compostos e olho simples à mostra.

Antênulas curtas e cilíndricas possuem direção ventral, muitas vezes tocando ou apenas ficando próximas ao substrato, especialmente quando a carapaça cefálica se direciona  a essa direção.
A antena, menor e ainda mais curta, é perdida em adultos de algumas espécies, porém também se volta ventralmente. Similarmente, a segunda antena é bem reduzida nesses organismos.
Enditos longos e providos de sensilas do primeiro apêndice anterior do tronco são órgãos sensoriais importantes, sendo maiores em Triops que Lepidurus. Em L. articus em especial eles são bem pequenos em comparação com outros organismos, sendo essa espécie a que menos se externaliza, não ultrapassando tanto a margem da carapaça, provavelmente por causa da alta predação sobre ela. Deixar os enditos muito compridos expostos os tornam mais vulneráveis, além de atrair maior atenção. Em Triops, o segundo endito, o menor, se direciona ventralmente, o terceiro e o quarto, mais alongados, se estendem anteriormente, ultrapassando a cabeça, e o quinto endito se curva para a região posterior e lateral, de forma a atingir as regiões anterior, posterior e inferior do animal.
Na região anterior dorsal há ainda olhos compostos sésseis,havendo aproximação entre eles, sem fusão completa,  e um único olho simples perto da linha mediana da carapaça.

### Morfologia Interna
O sistema digestório possui um trato digestivo composto por um tubo simples, em forma de “J”, com cecos digestivos curtos na cabeça.
Possuem um coração como um tubo dorsal longo no tórax com 11 pares de óstios.
Não há cefalização, porém o sistema nervoso é organizado de forma escalariforme.
Os túbulos do par de glândulas maxilares ficam na carapaça.

## Hábitos gerais

### Alimentação
Notóstracos possuem alta diversidade de hábitos alimentares diversos. Podem ser onívoros, alimentando-se principalmente de matéria orgânica do substrato, além de saprófagos, suspensívoros, detritívoros ou predadores oportunistas.
	Manter-se em posição, nadar e escavar são ações rotineiras e de grande importância na vida desses animais já que também se relacionam com os sua alimentação. Como a maneira que eles adquirem nutrientes é por meio de partículas pequenas, e, por vezes, itens maiores (como moluscos, crustáceos, pequenos peixes e girinos) que requerem técnicas de manipulação. Eles costumam passar a comida para frente, ao longo ou adjacentemente à ranhura alimentar, de uma gnatobase à outra, até que alcancem as peças bucais. Em nenhum caso existe a filtração de correntes d’água.

### Habitat e locomoção

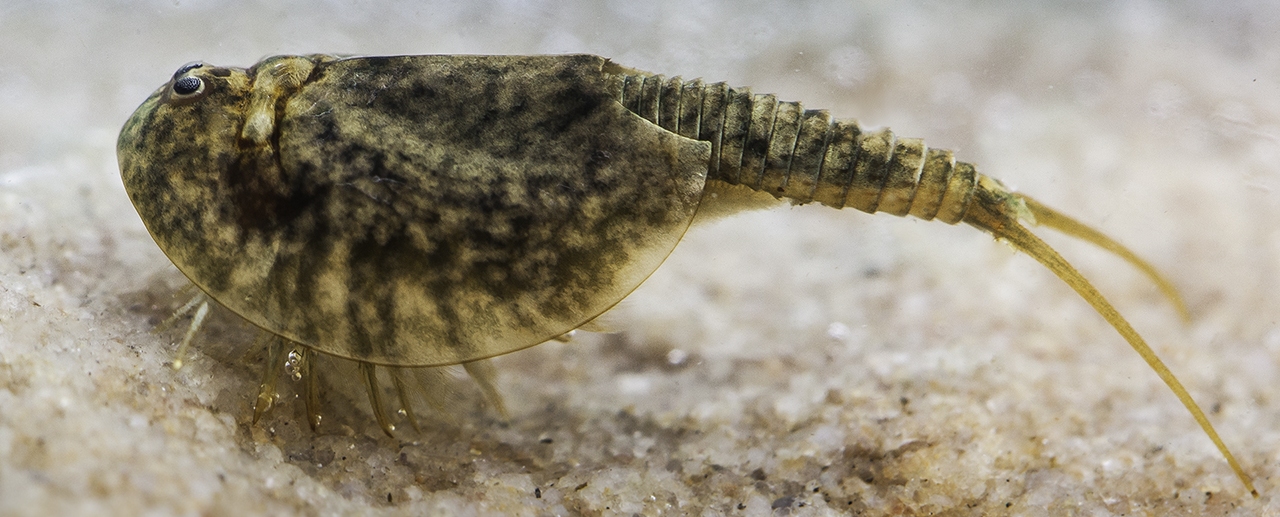
Indivíduo da espécie Lepidurus articus.

Vivem em águas interiores com níveis variáveis de salinidade, sendo típicos de água doce com baixa frequência em água salgada. Em geral encontram-se em habitats aquáticos temporários e pequenos, porém alguns indivíduos do gênero Lepidurus, da espécie L. articus, foram encontrados em lagos e poças permanentes também. Essa permanência em ambientes passageiros é possibilitado sobretudo pela capacidade de seus ovos se suportar a seca.
Seu modo de vida é relacionado principalmente a substratos lodosos, diferentemente de outros grupos de Branchiopoda. São bentônicos, passando a maior parte do tempo no fundo de corpos d’água, onde obtêm grande parte de seus nutrientes, mesmo possuindo a capacidade de natação, conduta na qual utilizam o batimento metacronal dos apêndices torácicos. Eles ocasionalmente se deslocam pela coluna d’água, principalmente para capturar organismos, nadando com a superfície ventral voltada para baixo, em um processo lento e intermitente que demanda grande esforço devido à ausência de mecanismos de flutuação e estruturas mais adaptadas para hábitos diferentes do bentonismo.
Sob certas circunstâncias, é possível observar notóstracos nadando de forma invertida, com a face ventral voltada para cima. Em Triops cancriformis, por exemplo, esse acontecimento está geralmente associado com situações mais extremas de hipóxia (uma vez que é uma espécie de certo modo tolerante a ambientes com menor concentração de oxigênio), ocorrendo próximo à superfície, supostamente para carregar a hemoglobina do sangue com oxigênio. Quando há uma razão muito grande entre a área superficial e o volume do indivíduo na espécie, a natação invertida é raramente constatada. Contudo, há outras hipóteses para as causas desse evento em notóstracos, como uma possível relação com a esfriamento do ar em dias de maior temperatura e com alta incidência solar, condições em que o fenômeno costuma ocorrer.
Quando a ocasião demanda, são também capazes de escalar objetos.
Apesar de serem membros da epifauna, esses crustáceos também podem eventualmente se enterrar superficialmente em depósitos em busca de alimento, revirando o substrato na procura por partículas de nutrientes e desenterrando presas escondidas.

## Ciclo de vida

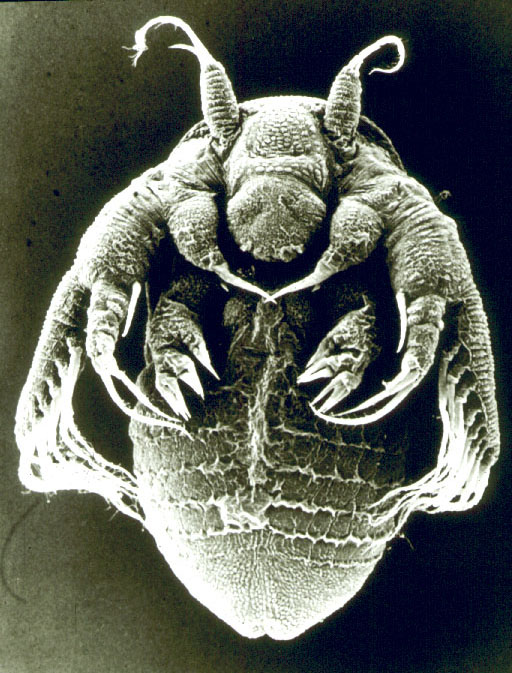
Larva náuplio de espécie de Notostraca.

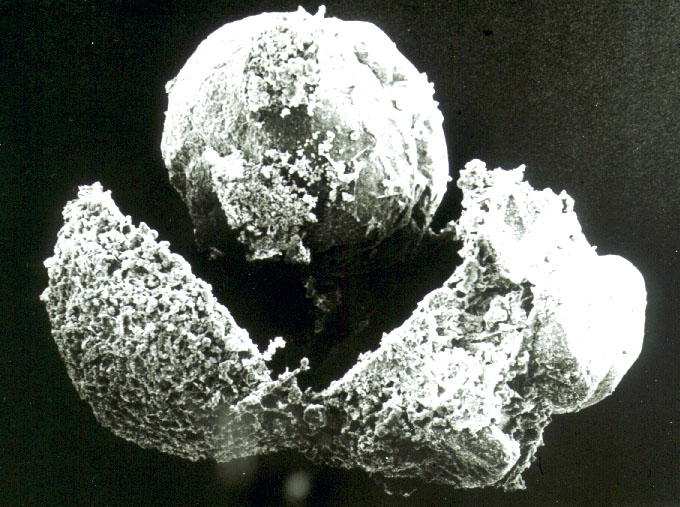
Ovo de Notostraca eclodindo.

Todas as espécies têm vida curta, completando seu ciclo de vida em 30 a 40 dias.O tamanho e a longevidade variam dependendo das condições ambientais. Triops cancriformis apresenta o tamanho negativamente correlacionado com a quantidade de indivíduos presentes na poça, indicando que seu desenvolvimento está fortemente ligado à oferta de alimento e à densidade populacional.
Algumas espécies são exclusivamente gonocorísticas, outras podem incluir populações hermafroditas ou até mesmo população contendo tanto indivíduos hermafroditas quanto machos.
A quantidade de machos de uma espécie pode variar geograficamente, havendo populações com poucos, sem machos ou com proporções semelhantes entre machos e fêmeas, com ocorrência ou não de hermafroditismo. Um exemplo disso é Triops cancriformis, que no norte da Europa, em regiões mais frias, machos são pouco comuns ou ausentes, enquanto acredita-se que as fêmeas sejam partenogenéticas- apesar dos relatos iniciais de populações partenogenéticas ainda serem questionados, já em regiões mais quentes, como no norte da África, apresentam reprodução dioica, sugerindo que a quantidade de machos e fêmeas seja equivalente.
Outras populações hermafroditas dessa mesma espécie, predominantemente composta por fêmeas, foram encontradas em plantações de arroz em Sibari e Palermo, ambos na Itália e considera-se também que se reproduzam por partenogênese e não auto-fecundação, apesar de haver evidências de que hermafroditas sejam  capazes de ambos.
O hermafroditismo pode dificultar a diferenciação do dimorfismo sexual das espécies.
Os ovos começam a ser produzidos e depositados quando os indivíduos possuem 10 dias, mesmo possuindo um tamanho corporal pequeno, já que a fase reprodutiva sobrepõe-se à fase de crescimento. Apesar do curto tempo de vida, há grande deposição de ovos  antes de morrerem.
Ovos fecundados são carregados pela fêmea em bolsas formadas no décimo primeiro par de apêndices do tronco antes de serem descarregados.
Ovos de Triops têm uma camada externa de proteção composta pelo córtex exterior e uma ampla camada alveolar, o que contribui para sua resistência em ambientes com condições desfavoráveis como altas temperaturas, secas e congelamento. Os de Lepidurus, por sua vez, costumam possuir uma camada alveolar mais delgada
Depois de incubados, são depositados no substrato, possuindo a capacidade de serem resistentes (criptobióticos) à dessecação, sendo que um período de seca é necessário para algumas espécies eclodirem.
Há espécies que derramam os seus ovos livremente, porém há as que o anexam em um local. Ovos, mesmo os que são liberados, podem possuir uma camada pegajosa que o fixa em certo ponto da região. Isso parece frustrar a dispersão, indo contra o pensamento de que esta ocorreria por ação do vento ou de outros animais. Todavia,  para espécies como L. articus que permanecem em lagos e lagoas garante que fiquem em um habitat propício, assim como para outras espécies como T. granarius, evita a dispersão, e consequente perda dos ovos, por tempestades de areia na estação de seca. Ademais, é possível que a fixação deles à uma vegetação possa, na verdade, auxiliar sua distribuição por seres vivos como patos, além de que, com a morte da planta, poderiam ser levados pelo vento também.
Em condições laboratoriais, os ovos eclodem a partir do oitavo dia após a oviposição de maneira heterogênea, com muitos permanecendo em um estado dormente.
A dessecação dos ovos, bem como a exposição à luz são fatores que promovem a eclosão, sendo a escuridão total capaz de inibir o nascimentos de novos indivíduos.
Tais características apontam que notóstracos sejam pioneiros na exploração de ambientes aquáticos de poças temporárias que passam por períodos de seca ou outras condições áridas.
O desenvolvimento pode ser indireto com larva náuplio ou metanáuplio (anamórfica), ou direto. A larva náuplio pode ser reconhecido pelo olho naupliar, simples, mediano e 3 pares de apêndices com cerdas na cabeças, que tornar-se-ão em antênulas, antenas e mandíbulas.
Em Triops, o mecanismo naupliar vai sendo gradualmente substituído pela do adulto. O desenvolvimento segue sendo anamórfico, no entanto os apêndices correspondentes ao tronco são formados mais cedo que em Anostraca.
Durante as fases iniciais de Triops não há mecanismos que possibilitem nem a coleta de alimento. Após o terceiro estágio que há surgimento do aparato responsável pela alimentação, contudo já é essencialmente o mesmo tipo que o encontrado em adultos. Mesmo ausente em adultos, alguns músculos mandibulares transversais são presentes em estágios primitivos do desenvolvimento.
No período inicial, as larvas se utilizam de movimentos de remagem da antena para se propelirem, mas quando o ímpeto cessa, também cessa tal movimento e durante a recuperação do ciclo da antena as larvas movem-se para trás. Com o passar do desenvolvimento, esse sistema é substituído pelo processo de movimentação adulto, utilizando os apêndices do tronco, já desenvolvidos, e há consequentemente o atrofiamento da antena.
Comparativamente, os estágios primários de Notostraca e Anostraca indicam ancestralidade comum remota.

## Distribuição e ecologia
Notostraca possui distribuição praticamente mundial, salvo pela Antarctica. Apesar disso, a ocorrência desses organismos costuma ser esporádica mesmo em locais onde estão presentes, além de, em geral, se manifestarem menos em  trópicos úmidos. Notóstracos chegaram, inclusive, a colonizar ilhas oceânicas remotas.
Genericamente, os dois gêneros se distribuem de forma desigual. Espécies de Lepidurus possuem menor disseminação, estando mais restritas a zonas climáticas subárticas e temperadas. Fósseis demonstram, inclusive, sua ocorrência na Grã-Bretanha durante glaciações do Quaternário, enquanto Triops comumente demandar condições mais quentes, em especial áridas e sub-áridas.
Uma explicação para sua sobrevivência e ampla distribuição talvez seja a produção de ovos resistentes à seca como adaptação à vida em habitats temporários, os quais geralmente eclodem após dessecamento. A sua dispersão poderia ocorrer de forma passiva, pois os ovos, ligados ao substrato, seriam levados pelo vento ou carregados por outros animais. Em Triops, eles são pequenos, leves e grudentos, auxiliando na disseminação das espécies.
Devido a essa capacidade de produzir ovos resistentes à dessecação que eclodem após a reidratação, em 2008 uma espécie de Notostraca, Triops longicaudatus, foi tida como um praga em plantações de arroz no Missouri, EUA. O comportamento forrageio no fundo do ambiente impossibilitava que os grãos se desenvolvessem. Porém, a mesma espécie pode ser utilizada como controle biológico de larvas de mosquitos predando os imaturos.
Além de apresentarem comportamento predatório, espécies de Notostraca também possuem papel ecológico nos ambientes em que vivem por causarem bioturbulência, aumentando a quantidade de partículas suspensas, e, possivelmente, afetando as cadeias tróficas em diferentes níveis

## Taxonomia
A Ordem Notostraca é constituída pela Família Triopsidae, dentro da qual há dois gêneros: Lepidurus e Triops. A distinção entre os gêneros pode ser feita principalmente pela presença de placas supra-anais em Lepidurus, uma extensão do télson. Apesar disso e da conservação da morfologia geral, a ordem possui grandes níveis de plasticidade fenotípica mesmo em linhagens e populações, o que dificulta distinção de espécies e subespécies.
	Em 1950, Longhurst estabeleceu quatro espécies para Triops e cinco para Lepidurus, havendo discussões em andamento sobre variados aspectos da filogenia de Notostraca. Atualmente, por investigação de dados moleculares baseados em genes mitocondriais e nucleares, a monofilia dos dois gêneros é mais corroborada, apesar de o suporte para o grupo Triops possuir menor força em comparação. Também é mais aceita a existência de cerca de seis espécies de Triops, com mais quatro linhagens que podem ganhar o status de espécies, e oito de Lepidurus, apesar das correntes investigações sobre o assunto.

## Importância econômica
Espécies de notóstracos são estudadas para certas aplicações econômicas. São considerados para controle biológico tanto de ervas-daninhas em plantações de arroz quanto para mosquitos em corpos d’água temporários. Na California (EUA), experimentos com Triops em jardins de palmeiras com alagamentos intermitentes resultaram na diminuição na faixa de 73 a 99% em populações de mosquitos. Todavia, por vezes se tornam pestes em plantios de arroz, título atribuído por mordiscarem  radículas e plúmulas das plântulas, além de turvarem a água ao revirarem o substrato no forrageio, prejudicando a realização da fotossíntese e impedindo o desenvolvimento dos grãos.
Ademais, organismos de Notostraca são comercializados em algumas regiões como animais de estimação para aquários, devido principalmente à eclosão rápida de seus ovos quando molhados, além de serem de criação e manejo relativamente fáceis.

## História evolutiva
A existência de organismos de Notostraca é constatada desde o Triássico, os  fósseis mais antigos deles datam o Carbonífero Superior, constituindo-se de restos de carapaças. Também foram encontradas trilhas fossilizadas de notóstracos pertencentes ao Paleozoico tardio.
	Frequentemente, notóstracos são descritos como “fósseis vivos” e citados como exemplares de estase evolutiva em virtude da existência de espécimes existentes nos dias de hoje que são morfologicamente semelhantes a fósseis de mais de 250 milhões de anos atrás, sugerindo uma origem remota. Triops cancriformis, um organismo vivente, muitas vezes é referido como a espécie mais antiga, justamente por essa correspondência com fósseis do Permiano Inferior e Triássico Superior. Essa longa história evolutiva sugeriria uma radiação antiga no grupo.
	Apesar disso, poucas evidências moleculares foram suportam uma radiação antes do Mesozoico, pelo contrário: as espécies atuais provavelmente originaram-se de uma radiação relativamente recente, na era do Cenozóico quando teria existido o ancestral comum mais recente dos Triopsidae vivos.  Isso infere que a similaridade entre táxons fósseis e contemporâneos pode existir devido a uma morfologia geral bem conservada somada a homoplasia.
	Desse modo, as espécies correntes seriam resultantes de uma radiação mais recente de uma linhagem ancestral que sobreviveu ao Terciário. Essa visão pode contrastar com a denominação de notóstracos como “fósseis vivos”, um termo que, em geral, é usado para delimitar espécies antigas que, presumidamente, teriam sobrevivido até os dias de hoje.
	A estase morfológica verificada nesse grupo se deveria principalmente a dois fatores: em primeiro lugar a seu plano corporal simples, possuinte de uma carapaça e estruturas que se repetem seriamente, algo presente em outros “fósseis vivos”, como em Xiphosura e Polyplacophora, e, em segundo lugar, ao seu habitat característico, no qual se conservaram durante sua longa história evolutiva. O aparecimento de peixes planctívoros no  Devoniano e Carbonífero contribuiu para que crustáceos como os notóstracos se restringissem a locais sem a presença píscea, como os próprios corpos d’água temporários e lagos salinos.

### Lepidurus
Não há relatos de populações atuais na África sub-saariana, apesar de existirem registros fósseis na região. É possível que linhagens da Europa e do norte da América não tenham emergido como grupos monofiléticos, fato que sugeriria um contato secundário entre grupos neárticos e paleárticos, provavelmente facilitado pelo Estreito de Bering. Essa dispersão também é insinuada pela distribuição circumárctica atual de L. articus.
	A ação de animais como mamíferos e aves, dispersores para outros invertebrados, pode ter assistido essa disseminação.

### Triops
O surgimento das quatro linhagens principais atuais presumivelmente ocorreu por meio da dispersão intercontinental, seguida por isolamento e consequente especiação.